# Fernando Omar Salim
Fernando Omar Salim (Frías, Provincia de Santiago del Estero, Argentina, 17 de enero de 1952) es un empresario y político argentino. Fue diputado nacional por su provincia entre 1995 y 2006 e intendente de su ciudad natal entre 2006 y 2010.

## Reseña biográfica
Fernando Salim nació en Frías el 17 de enero de 1952, en el seno de una familia militante del Partido Justicialista y de larga tradición política, iniciada por Luis Salim. Junto a su hermano, Néstor Humberto Salim, inició una dinastía que alternadamente gobernaría la ciudad de Frías por décadas.
En las elecciones legislativas nacionales de 1995, Fernando fue elegido diputado nacional por Santiago del Estero, renovando su banca en 1999 y en 2003. Durante el período 1997-2005 fue secretario administrativo del bloque de diputados nacionales justicialistas. Renunció al cargo el 2 de noviembre de 2006, ya que en las elecciones municipales de ese año resultó electo como intendente de Frías.
En julio de 2010 renunció como intendente, dejando el poder a cargo de su hermano Humberto. Ese mismo mes asumió como director de ENARSA, empresa pública argentina dedicada al sector petrolero y energético. En el marco de la causa Venta de Gas Licuado, fue procesado por asociación ilícita y defraudación al Estado. Sin embargo, fue sobreseído por no haberse detectado sobreprecios durante las pericias.
Actualmente se desempeña como empresario del sector ganadero. En 2022 fue nombrado como asesor municipal ad honorem por su hermano Humberto, actual intendente de Frías. Esta designación se basó en su experiencia en cargos públicos y su capacidad de gestión.